# Дулишкович Іван
Іван Дулишкович (1815, с. Голятин, Марамороської жупи, нині Міжгірський район — 1883, Чинадійово) — греко-католицький священник, закарпатський історик.

## Біографія
Народився 14 листопада в 1815 році в с. Голятині Марамороської жупи (сьогодні Міжгірського району) у сім'ї священника.
Після закінчення місцевої школи вчився в Ужгородській гімназії. Філософські науки вивчав у Кошицях, а богословські — в Ужгородській семінарії. Священицькі обов'язки виконував у верховинських селах Скотарське (1841—1848), Нижні і Верхні Ворота (1848—1869) на Воловеччині, а з 1869 року в селі Чинадієво поблизу Мукачева, де помер 21 лютого 1883 року.

## Доробок
У важких умовах Іван Дулішкович зібрав велику кількість джерел і написав ґрунтовне дослідження «Исторические черты Угро-Руских» (Тетрадь І, Унгвар, 1874. — 133 с.; Тетрадь ІІ — 1875. — 140 с. ; Тетрадь ІІІ. — 1877. — 234 с.)
Минуле свого народу Іван Дулішкович показує на тлі загальнослов'янської історії, використавши праці візантійських і римських авторів.
Іван Дулішкович порушив важливе питання — автономії Закарпаття у складі Австро-Угорської монархії, якої домагалися ще О. Духнович, А. Добрянський. Він гостро критикує дворянство, засуджує тих, які заради збереження своїх привілеїв плазували перед чужинцями і йшли на службу до них.
Звичайно, праця Івана Дулішковича "Исторические черты Угро- Руських’’ не позбавлена недоліків, але її не можна оцінювати з позиції сучасного рівня історичної науки. ЇЇ поява була значним явищем не тільки в науці Закарпаття, а й у піднесенні національної самосвідомості закарпатських русинів. Це було перше дослідження з історії Закарпаття (з найдавніших часів до поч. 19 ст.), написане рідною («руською») мовою на основі істор. джерел. Автор дотримується думки, що слов'яни є автохтонами Європи, він ділить їх на три групи: зх., сх. і пд., позитивно оцінює діяльність кн. Федора Корятовича, розкриває причини закріпачення селянства, висвітлює історію Мукачівської єпархії та характеризує діяльність єпископів М. Ольшавського та І. Брадача.
1874 року львівська москвофільська газета «Слово», повідомляючи про вихід у світ праці «Исторические черты Угро-Русских», відзначала, що її «сочинитель будет причислен к тем мужам, которым наш народ благодарностью одолжится». Редакція газети не помилилася — ім'я автора Івана Дулішковича зайняло почесне місце в ряду відомих вчених, культурно-освітніх і церковних діячів Закарпаття, а його праця в крайовій історіографії XX ст.
Основний його твір «Исторические черты Угро-Русских» у трьох томах побачив світ в Ужгороді в 1874, 1875, 1877 роках, первісно планувався й четвертий. Його рідний брат — Михайло (Мігай) Дулішкович (1813—1873).